# Agrippina Waganowa
Agrippina Jakowlewna Waganowa (ros. Агриппи́на Я́ковлевна Вага́нова; ur. 14 czerwca?/26 czerwca 1879 w Petersburgu, zm. 5 listopada 1951 w Leningradzie) – rosyjska tancerka (baletmistrzyni), choreografka i pedagożka tańca; uhonorowana tytułem Ludowa Artystka RFSRR (1934).

## Życiorys
Przyszła na świat w rodzinie Jakowa Timofijewicza Waganowa – woźnego Teatru Maryjskiego w Petersburgu. Jej ojciec był z pochodzenia Ormianinem. Przeprowadził się do Petersburga z Astrachania, gdzie od czasów Iwana Groźnego żyła ormiańska mniejszość etniczna; jego rodzina nie była jednak mocno zakorzeniona w tamtejszej społeczności (pochodził ze społeczności Ormian przybyłych z Iranu), w związku z czym nie zgromadził dużego kapitału. Służył jako podoficer, a po przejściu na wojskową emeryturę przeniósł się do Petersburga, gdzie zarabiał na życie jako woźny. Waganowie mieli trójkę dzieci, w związku z czym zarobki pozwalały jedynie na skromne życie.
W latach 1897–1916 była solistką Baletu Teatru Maryjskiego (ros. Балет Мариинского театра). W poczet grupy baletowej została przyjęta bezpośrednio po ukończeniu szkoły baletowej (jej nauczycielką była m.in. Olga Prieobrażenska). W ciągu zaledwie kilku lat uzyskała pozycję solistki, a w 1915 primabaleriny. Za znakomitą pracę nóg i strzeliste skoki została nazwana „królową wariacji”.
Waganowa jest autorką Zasad tańca klasycznego (ros. Основы классического танца, 1934, wydanie polskie – 1952) – najważniejszego podręcznika zasad tańca klasycznego. Książka jest wynikiem doświadczeń całego życia artystki i pedagoga, twórczą syntezą osiągnięć światowej sztuki choreograficznej, nawiązaniem do rosyjskiej szkoły i jej kontynuacją, fundamentem, na którym opiera się współczesna pedagogika choreograficzna.
Artystka była również aktywna na płaszczyźnie choreografii, rozpoczynając pracę w tej dziedzinie w 1927 roku od baletu Wizje poety. W latach 1931–1937 pełniła funkcję dyrektora artystycznego Baletu Teatru Maryjskiego (od 1935 do 1990 nazywanego Państwowym Akademickim Teatrem Opery i Baletu im. S.M. Kirowa). W tym czasie promowała zarówno taniec nowoczesny, jak i nowe interpretacje klasycznych przedstawień baletowych, z których wymienić należy Jezioro łabędzie (premiera w 1933). W latach 1946–1951 uczyła choreografii na Konserwatorium Leningradzkim.
W 1934 roku Waganowa została uhonorowana tytułem Ludowej Artystki RFSRR. Była jednym z najwybitniejszych pedagogów tanecznych swojej epoki i najwybitniejszym pedagogiem rosyjskim (sama była uczennicą takich nauczycieli jak: Lew Iwanow, Pawieł Gierdt, Nikołaj Legat i Olga Prieobrażenska). Była nauczycielką wielu wybitnych tancerek baletowych, m.in.: Galiny Ułanowej, Mariny Siemionowej, Tatjany Wieczesłowej, Mai Plisieckiej, Natalii Dudinskiej, Fiei Bałabiny, Iriny Kołpakowej, Ninel Kurgapkiny, Olgi Iordan, Marii Mazun, Ałły Osipienko, Helēny Tangijevej-Birzniece, Ałły Szelest. W latach 1920–1950 wszystkie wielkie baleriny Leningradzkiego Państwowego Akademickiego Teatru Opery i Baletu były wychowankami Waganowej.
Waganowa została pochowana na Litieratorskich mostkach na cmentarzu Wołkowskim w Petersburgu.

## Upamiętnienie
1 listopada 1957 roku Państwowy Leningradzki Instytut Choreografii (poprzednio Piotrogrodzka Państwowa Szkoła Baletowa) otrzymała imię wybitnej rosyjskiej tancerki i pedagog. Od 1991 roku uczelnia jest znana jako Akademia Baletu Rosyjskiego im. Agrippiny Waganowej (ros. Академия Русского балета имени А. Я. Вагановой). Tytuł Akademii został nadany w 1991 roku.

## Twórczość
- Zasady tańca klasycznego (Основы классического танца)[12]

## Nagrody
- Ludowa Artystka RFSRR (1934)[6]
- Nagroda Stalinowska (1946)[3]

Fotogaleria
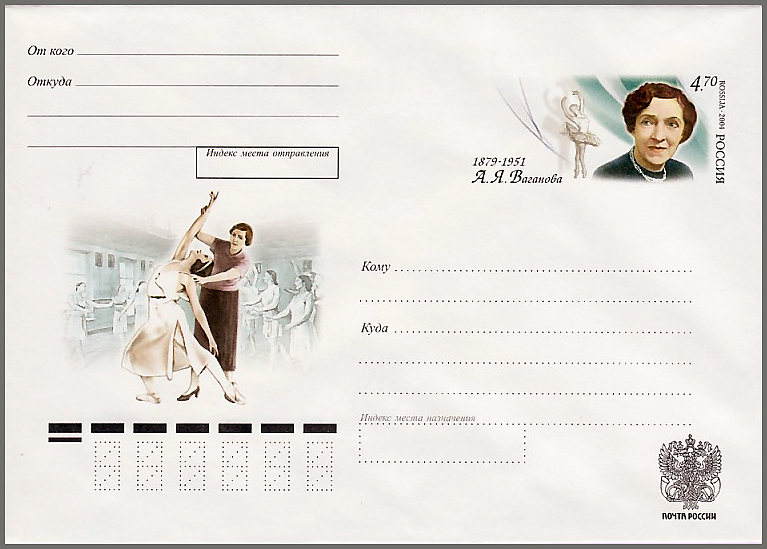
Koperta ze znaczkiem pamiątkowym (ang. EWCS – Envelope with commemorative stamp) z podobizną Agrippiny Waganowej, wydana z okazji 125-lecia jej urodzin, proj. Ch. Betredinowa (2004)